# HKG報
《HKG報》是一家立場親香港建制派的親中媒體，於2015年由建制派政治組織「幫港出聲」召集人周融所創辦。據周融解釋，「HKG」為香港簡寫，可解作「Hong Kong Good」或「Hong Kong Great」，可譯做「香港好」或「香港偉大」。2020年1月農曆新年期間，HKG報臉書專頁疑因檢舉問題被封鎖，失去所有會員，隨後周融建立「HKG報2.0」專頁。

## 背景
據《立場新聞》報道，HKG報所屬公司前身為高度政治化的註冊公司，名為「羣聲社會政策研究顧問有限公司」，於2010年成立。
2015年5月12日，《壹週刊》公開該刊追訪周融時的片段，片中周融被問到「HKG報」的前身BVI公司是否由李家誠持有。周融最初稱「不知道哪些人有份」，然後承認自己是其中一個「有份的人」，當被問到知否該公司由李家誠擁有時，他拒絕回應，表示不想討論。及後他又再稱，他是該公司的「主要大股東」。
《星島日報》在同日引述周融所言，指周融承認李家誠曾是BVI公司Market Legend Limited持有人，持有「羣聲社會政策研究顧問」七成股權。周融他說前廣播處助理處長邵盧善退休後，他認為邵應繼續從事政策研究工作，於是聯絡李家誠，希望對方在財政上支持成立一個政策研究機構，由邵盧善和他主理，李家誠遂以私人名義斥資七位數字的港幣，支持他們成立「羣聲社會政策研究顧問有限公司」作政策研究。

## 受眾
《HKG報》有激進建制派背景，其文筆較為激進親中和反對民主派，受眾多為中老年人士。

## 相關事件

### 支持七警案犯人
2017年2月，《HKG報》發起網上聯署，要求法院輕判七警案中的七名「襲擊致造成身體傷害」罪成的犯人，《HKG報》將網民在臉書的按鍵表態（扣除情緒符號「嬲」）和留言等同簽名後，以聯署求情信形式呈交代表律師。

### 投訴及抨擊香港電台
2018年3月，《HKG報》抨擊公營機構《香港電台》節目「視點31」臉書專頁在發表有關2018年全國人大修憲取消國家主席任期限制一事的報道中，在標題使用「習帝永續？」字眼，質疑《香港電台》嘲諷國家領導人習近平，又向香港電台總編輯及廣播處長梁家榮、特首辦、商務及經濟發展局局長邱騰華等發信投訴。其後相關字句被更改，而香港電台節目製作人員工會稱同事陸續收到要暫停更新所有臉書專頁的指示，質疑是港台高層與政府方面開會後改變指令，做法或涉及破壞編輯自主，又有消息指商務及經濟發展局曾「警告」梁家榮若無法平息事件便不獲續約。

### 被指消費死者
2018年6月，香港屯門發生女兒殺死父母再自殺的命案，《HKG報》隨後以「疑佔中後輟學走向極端 弒父母女生是黃絲殺手」為標題發表文章，文中引述標題為《屯門弑父母女生證是黃絲帶支持非法佔中者》的匿名且未經考證的網絡帖文，指涉案女子是「黃絲帶支持非法佔中者」，在讓愛與和平佔領中環事件失敗後思想和行為走向極端，從而走上歧路。
該文章被批評是消費死者和捕風捉影的政治攻擊，有學者指出對事件作出猜側或探究成因沒有益處，亦有精神科專科醫生就事件表示網上一些言論帶批判性且內容失實，這些負面討論可能導致死者家屬產生抑鬱情況，造成「另一重傷害」。

### 被指抹黑葉德嫻
2019年，香港運輸署播出一段宣傳乘車公德的影片，由於影片中有一名演員葉德嫻曾經在2014年支持佔領中環運動，《HKG報》因此批評政府不應該用納稅人的錢邀請「佔中藝人」拍攝宣傳片，然而事實上葉德嫻是義務為運輸署拍攝。眾新聞有評論文章批評《HKG報》連基本的資料搜集也未做好便作出譴責，有違傳媒道德，又指藝人拍攝宣傳公德的影片與藝人的政治背景沒有關係。

### 被指製作假影片
2019年6月香港《逃犯條例修訂草案》風波期間，《HKG報》播出的一段標題為《香港學校內在發生什麼？請聽這位英華女生的勇敢控訴！》的影片，影片中一名自稱就讀於香港英華女學校的女學生接受《HKG報》訪問，她宣稱學校的立場一直支持「反對派」（建制派針對民主派的用語），又宣稱校內傾向建制派言論的學生會被同學謾罵、通識科「大部分」時間談及中國的負面消息和有學校校董給學生「洗腦」等。影片播出後隨即在親建制派平台上廣傳，是繼被指造假的《致年青人：你們沒上街的父母根本沒有愛過你》和「深宵酒樓家庭鬧劇」影片播出後，建制派再次在《逃犯條例修訂草案》風波期間發放的一段引導輿論的宣傳影片。有評論分析指出，該影片在客觀宣傳效果上，給觀眾產生了一個「現今年輕人的抗爭意識源於老師向學生灌輸對建制及共產黨的批評」的印象。
英華女學校其後在學校官方網頁張貼回應，強調校方一貫中立而開放的立場，教師以持平的態度，引導學生多角度思考，並鼓勵坦誠溝通，以建立互信、包容和尊重的文化，又指講座嘉賓是以專業角度分享見解，校方提供平台及空間，讓同學反思及自由表達意見，並表示原定的升旗儀式會延至7月4日舉行。
香港市場營銷專家、作家徐緣表示，從客觀宣傳效果而論，該影片讓人產生「當今年輕人的抗爭意識源於老師向學生灌輸對建制及共產黨的批評」的一個印象。他假設建制派要令學校籠罩在白色恐怖中，找個匿名和樣貌經過模糊化處理的人拍舉報影片，再將之譽為「正義敢言的年青人」，此舉足以令校方帶來麻煩，因為要向家長交代和面對傳媒查詢，其他學校有見及此可能會加強自我審查。
徐緣續指，類似的手段在的德國也有出現。2018年，被視為將納粹精神復闢的德國最大極右派政黨德國另類選擇推出被受爭議的「舉報老師」政策。該黨架設名為「獵師」（Lehrer-Pranger）的檢舉網站，鼓勵學生和家長上網檢舉在課堂上公開批評另類選擇黨的老師，將教師「政治不中立」的證據上傳，由該黨蒐集整理後向有關當局投訴追究，以懲處相關老師。另類選擇黨的政策引起全國極大的民意反彈，當中德國司法部長卡特琳娜·巴爾利批評政策是「獨裁者的惡行，企圖限制民主自由」，並稱「任何鼓勵學生監視老師的人，都是將史塔西（東德時代的秘密警察）的作為帶回德國。」另類選擇黨反駁時反指部分老師違反了1976年訂定的「博特斯巴赫共識」中的教師中立原則，然而博特斯巴赫共識是針對納粹黨而設，以避它們再次透過學校灌輸特定政治意識形態，步德國人受極權政府統治的覆轍。徐緣表示：「學校政治中立的精神，某程度是為了防範極權政府的魔爪，也防止學校捲進政治漩渦。但當政治失衡，政權腐敗，政客無恥，政治口號宣傳以至政策惡法的硬推，觸及社會人倫道德底線，老師是否也要刻意中立而不帶立場呢？」。

### 臉書專頁被封鎖
2020年1月農曆新年期間，HKG報臉書專頁疑因檢舉問題而被封鎖（臉書的檢舉功能用以打擊不當、不實或濫用內容，持續違規者會被限制發布內容權限，甚至停用專頁），隨後周融建立「HKG報2.0」專頁。

## 中國大陸封鎖
依據GreatFire測試，其網站在中國大陸被當局的網墻封鎖，即當地網民無法正常訪問該網站，2018年5月或更早起遭受封鎖至今。

## 外部連結
- 官方網站（页面存档备份，存于）